# (100848) 1998 HE29
(100848) 1998 HE29 es un asteroide perteneciente al cinturón de asteroides, región del sistema solar que se encuentra entre las órbitas de Marte y Júpiter, descubierto el 20 de abril de 1998 por el equipo del Lincoln Near-Earth Asteroid Research desde el Laboratorio Lincoln, Socorro, Nuevo México, Estados Unidos.

## Designación y nombre
Designado provisionalmente como 1998 HE29. 

## Características orbitales
1998 HE29 está situado a una distancia media del Sol de 2,356 ua, pudiendo alejarse hasta 2,555 ua y acercarse hasta 2,156 ua. Su excentricidad es 0,084 y la inclinación orbital 7,585 grados. Emplea 1321,04 días en completar una órbita alrededor del Sol.

## Características físicas
La magnitud absoluta de 1998 HE29 es 15,7. 